# Zbora
Zbora je bývalá samostatná obec, v současnosti součást obce Dohňany v okrese Púchov.
Nachází se na jižním okraji Javorníků na potoku Petríkovec v nadmořské výšce 357 m n. m. Leží 4,5 km severně od středu Dohňan, je dostupná odbočením ze silnice I/49 mezi Dohňany a Mestečkem.
K původně samostatné obci patří víceré osady: Doliny, Lazovce, Lejšie, Podhradištie, Podskálie, Podveliková, Slatina.